# Madame Clicquot Ponsardin
Gospa Clicquot (dekliško Ponsardin), vdova Clicquot ali Veuve Clicquot, znana tudi kot »Velika dama Šampanje«, francoska podjetnica, * 16. december 1777, Reims, Francija, † 29. julij 1866, Boursault. 
Posel je prevzela pri 27 letih, ko je ovdovela. Pod njenim lastništvom in z njenimi spretnostmi pri pridelavi vina je potem razvila proizvodnjo šampanjca z izvirno tehniko. Blagovna znamka Veuve Clicquot Ponsardin še vedno nosi njeno ime.

## Življenjepis
Rojena je bila leta 1777 bogatemu tekstilnemu trgovcu in politiku. Pri 21 letih se je poročila s Francoisom Clicquotom, ki ji je potem umrl šest let kasneje. Domneva se, da je storil samomor, vendar smrt pripisujejo tifusu. Gospa je imela izjemne vrline in družine ni zapostavljala. Njen oče je postal župan Reimsa z Napoleonovim dekretom.
Njen mož je umrl leta 1805 in prepustil nadzor nad več podjetji, med drugim trgovino z volno, banke in proizvodnjo šampanjca. Pod vodenjem gospe Clicquot se je podjetje popolnoma preusmerilo na šampanjce s pomočjo tastovih finančnih sredstev. Z njenim vodenjem in spretnostmi je podjetje kmalu razvilo tehniko stresanja (francosko remuage).
Pred iznajdbo te tehnike je bila v uporabi sekundarna fermentacija, ki je vodila k nastanku šampanjca. Rezultat tega je bil zelo sladko vino z velikimi mehurčki in usedlino, ki je ostala od kvasovk pri fermentaciji. Vino je bilo motno.
Še vedno je uporabljala izvirno angleško tehniko dodajanja sladkorja, toda po koncu druge fermentacije je steklenice nagnila od zgoraj navzdol. Steklenice so se redno obračale, tako da so se vse mrtve kvasovke zbrale v bližini zamaška. Ko se je ta postopek končal, so vino v okolici zamaška odstranili, tako da so ga zamrznili. Ostal je zamrznjen čep, ki so ga odstranili. To so nadomestili z dodatnim odpremnim likerjem. Postopek je bil sedaj končan.
V času napoleonovih vojn ji je uspelo kljub blokadi dostaviti deset tisoč steklenic šampanjca v carsko Rusijo preko nevtralne Danske.

## Dediščina
Na koncu je dala zgraditi grad v kraju Boursault kot poročno darilo svoji vnukinji.